# Xã Clow, Quận Kittson, Minnesota
Xã Clow (tiếng Anh: Clow Township) là một xã thuộc quận Kittson, tiểu bang Minnesota, Hoa Kỳ. Năm 2010, dân số của xã này là 46 người.